# ジョン・ブッシュ
ジョン・ブッシュ（Jon Busch、1976年8月18日 - ）は、アメリカ合衆国・ニューヨーク市クイーンズ区出身の元プロサッカー選手。元サッカーアメリカ合衆国代表。現役時代のポジションはGK。

## 経歴
1993年7月、日本で開催された1993 FIFA U-17世界選手権に参加した。2005年3月のコロンビア戦でフル代表初キャップ。

## 所属クラブ
- ノースカロライナ大学シャーロット校 1994-1996
- ワ－セスター・ワイルドファイア 1997
- カロライナ・ダイナモ 1997
- ハンプトンローズ・マリナーズ 1998-2000
- ハーシー・ワイルドキャッツ 2001
- コロンバス・クルー 2002-2006
- シカゴ・ファイアー 2007-2009
- サンノゼ・アースクエイクス 2010-2014
- シカゴ・ファイアー 2015
- インディ・イレブン 2016-2017

## タイトル

### クラブ
コロンバス・クルー
- USオープンカップ: 2002
- サポーターズ・シールド: 2004

サンノゼ・アースクエイクス
- サポーターズ・シールド: 2012

### 個人
- MLSベストイレブン: 2008